# Anubisz-pávián
Az Anubisz-pávián (Papio anubis) az öt páviánfaj egyike, bár korábban szavannapávián néven egy fajként kezelték a nagyon hasonló medvepáviánnal, a guineai páviánnal és a sárgás babuinnal. Ma egyes rendszertanok szerint mind az öt páviánféleség, beleértve a galléros páviánt is, egyetlen fajba tartozik (Papio hamadryas). Az Anubisz-pávián nevét az amúgy sakálfejűnek ábrázolt ókori egyiptomi Anubisz istenségről kapta, mivel kutyaszerű fejformája hasonlít az isten ábrázolásaihoz.

## Előfordulása
Az Anubisz-pávián a legszélesebb körben elterjedt páviánfaj. Közép-Afrikában Dél-Mauritániától és Malitól Szudánig, délen pedig a Kongói Demokratikus Köztársaságig és Tanzániáig fordul elő a Száhil övben. Élőhelyéül szavannák, galériaerdők szolgálnak, bár északabbra, sivatagos területen is él két elszigetelt populációja a szaharai Aïr-hegységben Niger, illetve a Tibeszti-hegységben Csád északi vidékén. Legfeljebb 2500 méteres tengerszint feletti magasságig fordul elő. 1972-2001 között Spanyolországban is voltak vadon élő páviánok: egy szafariparkból szökött meg egy hatvan tagú csapat, de az évek során elfogták és állatkertekbe szállították őket.
Északkeleten, az etiópiai Avas folyó mentén galléros páviánokkal, Kenyában és Tanzániában pedig sárgás babuinokkal van átfedésben az élőhelye; ezekben az övezetekben rendszeres, a babuinok esetében különösen széles körű keveredés figyelhető meg. Nyugaton, Guinea és Mali vidékén az Anubisz-páviánok guineai páviánokkal is találkozhatnak, de a hibridizációjukat még nem tanulmányozták.

## Megjelenése

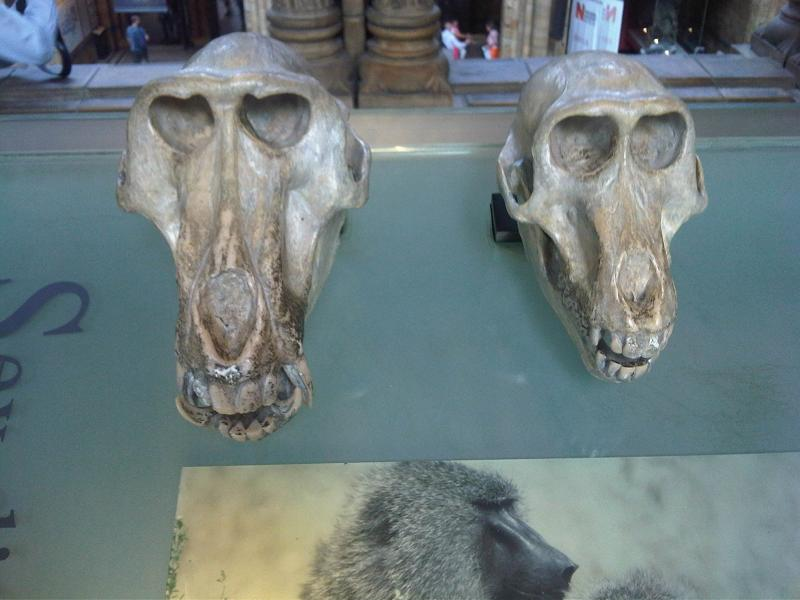
Anubisz-pávián koponyák (hím és nőstény)

Az Anubisz-páviánokra éppúgy jellemző a nemi kétalakúság, mint a többi páviánfajra. A hímek itt is jóval nagyobbak a nőstényeknél (átlagos testtömegük 24-25 kilogramm, testhosszuk 70-76 centiméter, míg a nőstények tömege 14 kilogramm, testhossza 60 centiméter). A hímek emellett terebélyes sörénnyel rendelkeznek testük elülső felén, és rendkívül hosszú és hegyes tépőfogaik vannak, míg a nőstények szőrzete mindenhol azonos hosszúságú, tépőfogaik pedig jóval kisebbek. A hímek koponyáin a hosszú, egyenes orr mindkét oldalán masszív taréjok, szemeik felett pedig jól látható, gömbölyű dudor fut végig. Koponyataréjuk és sokszor nyaki taréjuk is van, a fej teteje azonban lapos, így jól elkülöníthető a sárgás babuinoktól. A 38-58 centiméteres farok mindkét nemnél körülbelül a negyedéig felfelé áll, ott viszont megtörik és lefelé lóg.
Az Anubisz-páviánok szőrzete jellegzetes sötét olajzöld, ami abból fakad, hogy a szőrszálakon 1-2 fekete és sárgásbarna gyűrű váltja egymást. Az újszülött páviánok szőrzete fekete, és csak hat hónapos korukra válik olajzölddé. A csupasz pofa és a far mindkét nemnél sötétbarna vagy fekete, a far csupasz bőrfelülete pedig jóval kisebb a galléros és guineai páviánokénál.

## Életmódja
Az Anubisz-páviánok nappal aktívak, életük nagy részét a földön töltik táplálékot és vizet keresve. Éjszakázni magaslatokon, sziklákon, fákon szoktak, napi mozgásukat így az itatók és az alvóhelyek határozzák meg. Az egyes hordák által használt területek nagysága 400-2000 hektár között mozog, ezen belül a páviánok naponta átlagosan 5,8 kilométernyi távolságot tesznek meg. Táplálékuk élőhelyüktől és az évszaktól is függően változatos: különféle növényi részekből (gumók, gyökerek, levelek, termések, virágok) és kisebb állatokból (ízeltlábúak, kis gerincesek) valamint tojásokból áll. Előszeretettel járnak rá a mezőgazdasági területekre, ahol komoly károkat tudnak okozni.

### Társas élete

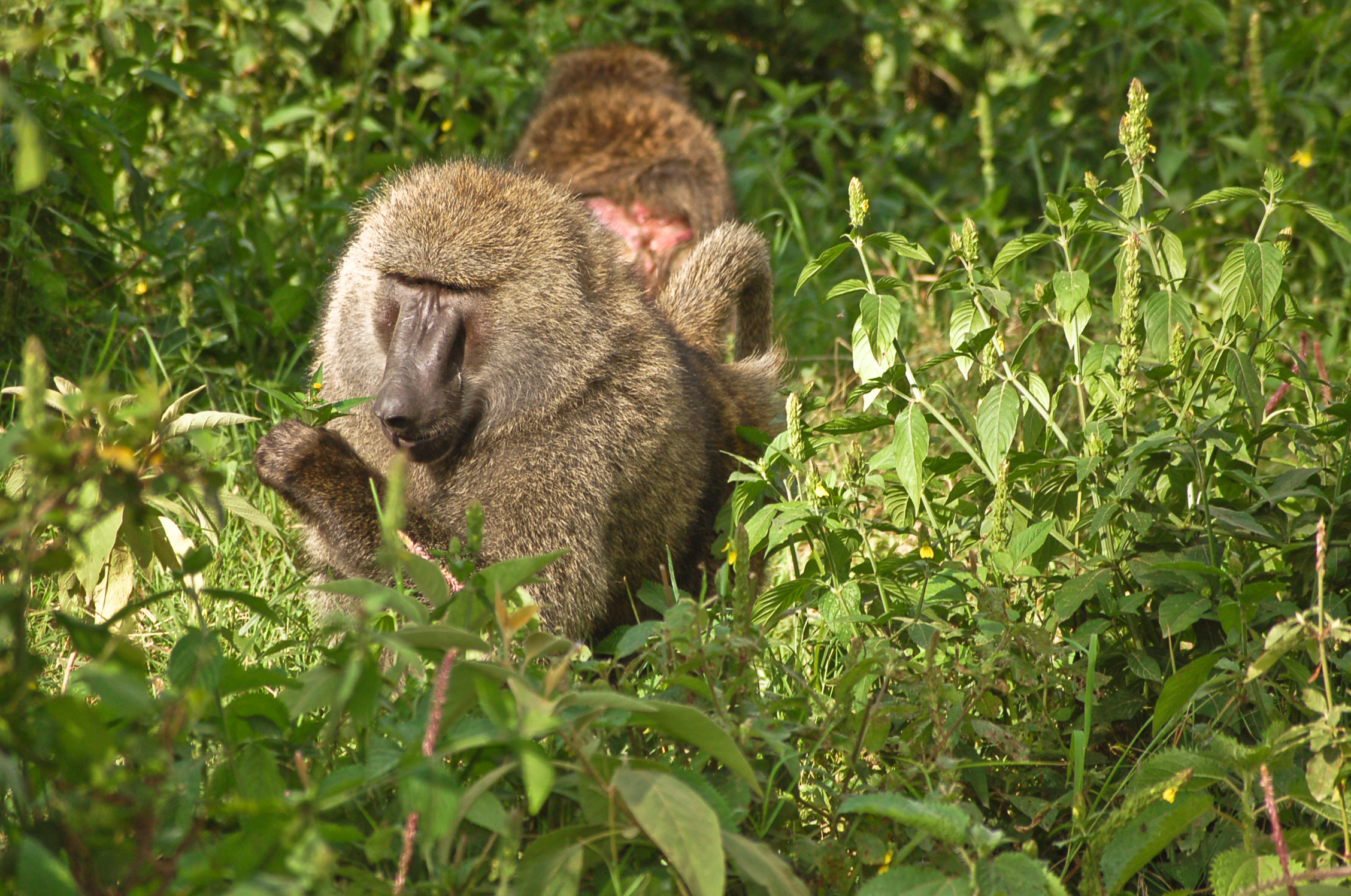
Táplálkozó pávián

Az Anubisz-páviánok komplex szociális szerkezetű csapatokban élnek, amelyekben több nőstény és hím kap helyet. A hordák létszáma 39-97 példány között mozog. A hímek zömmel azelőtt elhagyják szülőhordájukat, hogy elérnék kifejlett méretüket: ekkor csatlakoznak egy másik hordához, ahol komoly harccal kell kivívniuk helyzetüket a csapat hierarchiájában. Érdekes jelenség, hogy olykor párokban keresnek maguknak új hordát; ilyenkor rendszerint féltestvérekről vagy testvérekről van szó, akik egész életükben szoros kapcsolatban maradnak egymással. Más hímekkel azonban nem ápolnak kapcsolatokat. Érdekes jelenség, hogy gyakran idősebb hímek is csapatot váltanak, noha ez veszélyes és szaporodási lehetőségeket mindenképpen rontó lépés. Oka feltehetően az, hogy az idősödő hímeket fiatal vetélytársai állandó zaklatásnak teszi ki, és ha nincs elég szövetségese a nőstények körében, inkább elhagyja a hordát, hogy elkerülje a konfliktusokat.
A nőstények a hímekkel ellentétben sosem hagyják el szülőhordájukat, és ápolják a rokoni kapcsolatokat; ennek következtében az Anubisz-páviánok nőstényei között időtálló, stabil hierarchia alakul ki. A rokon nőstények generációkon átívelően segítik egymást a más egyedekkel kialakuló konfliktusaikban. Ennek a stabilitásnak lehet szerepe abban, hogy a nőstények sokkal agresszívebben viselkednek a hímeknél, amikor összetűzés alakul ki más hordákkal.
A társas viselkedést befolyásoló fiziológiai folyamatok vizsgálatakor kiderült, hogy a kevésbé agresszív, szociálisan sikeres hímek hormonszintje eltér a küzdelmeket kezdeményező, hierarchia alsó részére szorult hímekétől: tesztoszteron- és glükokortikoidszintjük jóval alacsonyabb. Hogy az alacsonyabb hormonszint oka-e vagy következménye a nyugodtabb, békésebb életmódnak, egyelőre nem tudni, de az összefüggés nyilvánvaló.

### Kommunikációja
A csapatokon belüli komplex társas viszonyok fejlett kommunikációs eszköztár meglétét teszik szükségessé, ami vizuális jeleket, gesztusokat, érintéseket és hangadást foglal magába. Az alávetettség jele, ha a nőstények vagy fiatalok farukat mutatják a hímeknek vagy rangosabb nőstényeknek; ehhez sokszor ajakcsettintés társul. A merev bámulás és a szemöldök felhúzása fenyegető jelenség, és az ún. „feszültségásítás” is, amikor a hímek bemutatják félelmetes tépőfogaikat. A fogcsikorgatás szintén fenyegető jel. Ilyenkor a gyengébb állatok gyors oldalpillantásokkal próbálják oldani a feszültséget.
A medvepáviánok hangadása is változatos. Az ütemes morgás, az ajakcsettintés és a fogcsattogtatás a megnyugtatást szolgáló jelek. A veszélyre – leopárd vagy csimpánzok közelségére – kéttagú ugatás hívja fel a figyelmet, de a hímek riválisaikat is így figyelmeztetik, néha morgással együtt. A harcoló hímek ordítani is szoktak, és a győztes küzdelmet is mély, rezonáló üvöltéssel fejezik be. Az agresszió kitörését mindkét nem esetében hangos visítás jelzi, aminek talán erőszakgátló szerepe van. A hirtelen riadalmat éles ugatás fejezi ki, míg a menekülő páviánok fecsegésre emlékeztető hangokat adnak ki félelmet kifejező grimasz kíséretében. Különböző hangadás kíséri a párzást és a fiatalok játékát.
Az érintésnek is nagy szerepe van a kapcsolatok fenntartásában: az Anubisz-páviánok orrukat egymáshoz érintve üdvözlik egymást, és szorgosan kurkásszák egymást. Ennek amellett, hogy megtisztítja a bundát a rárakódott szennyeződésektől és a benne lakó parazitáktól, jelentős szerepe van a csoporton belüli kötelékek megerősítésében.

## Szaporodása

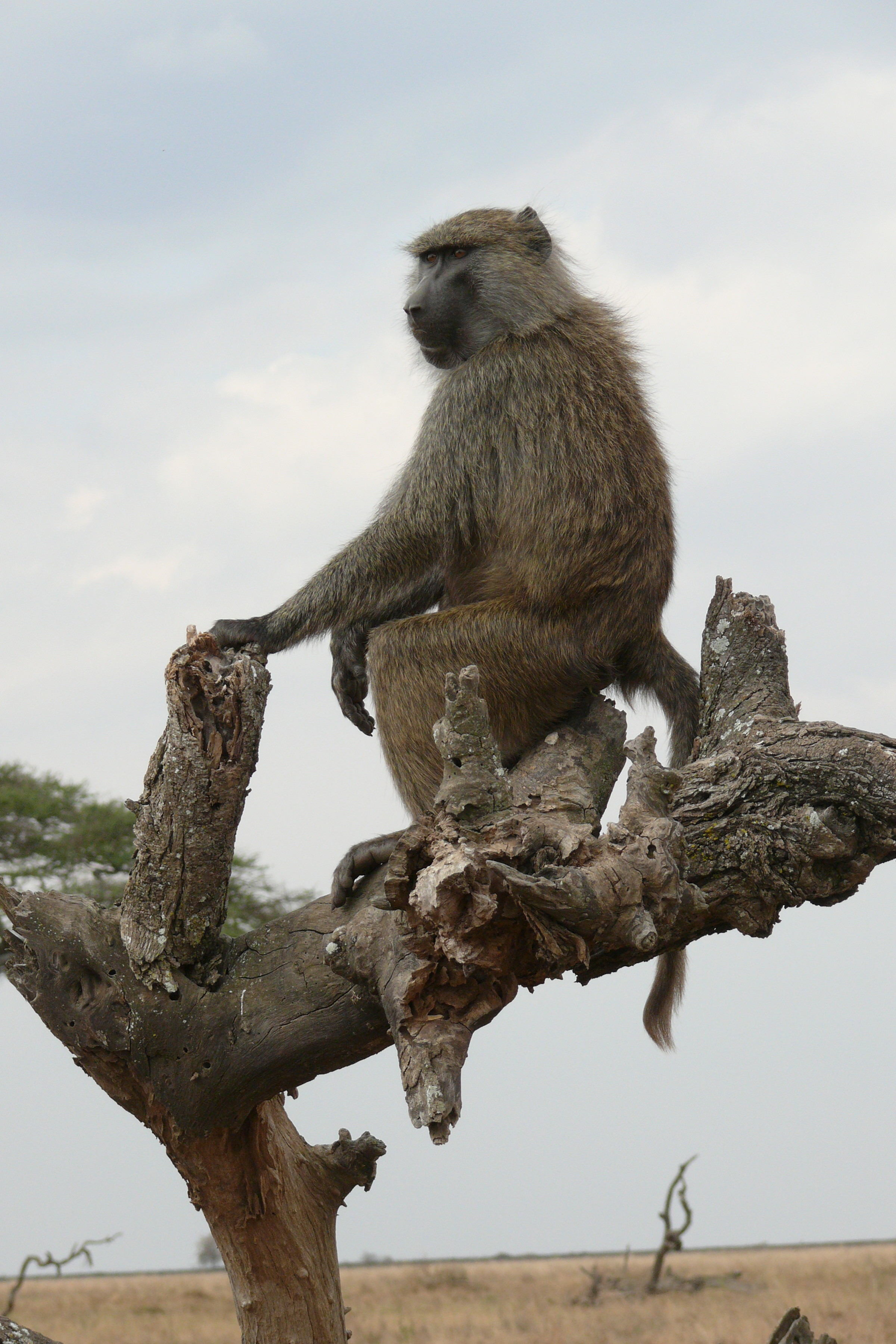
Fán őrködő nőstény

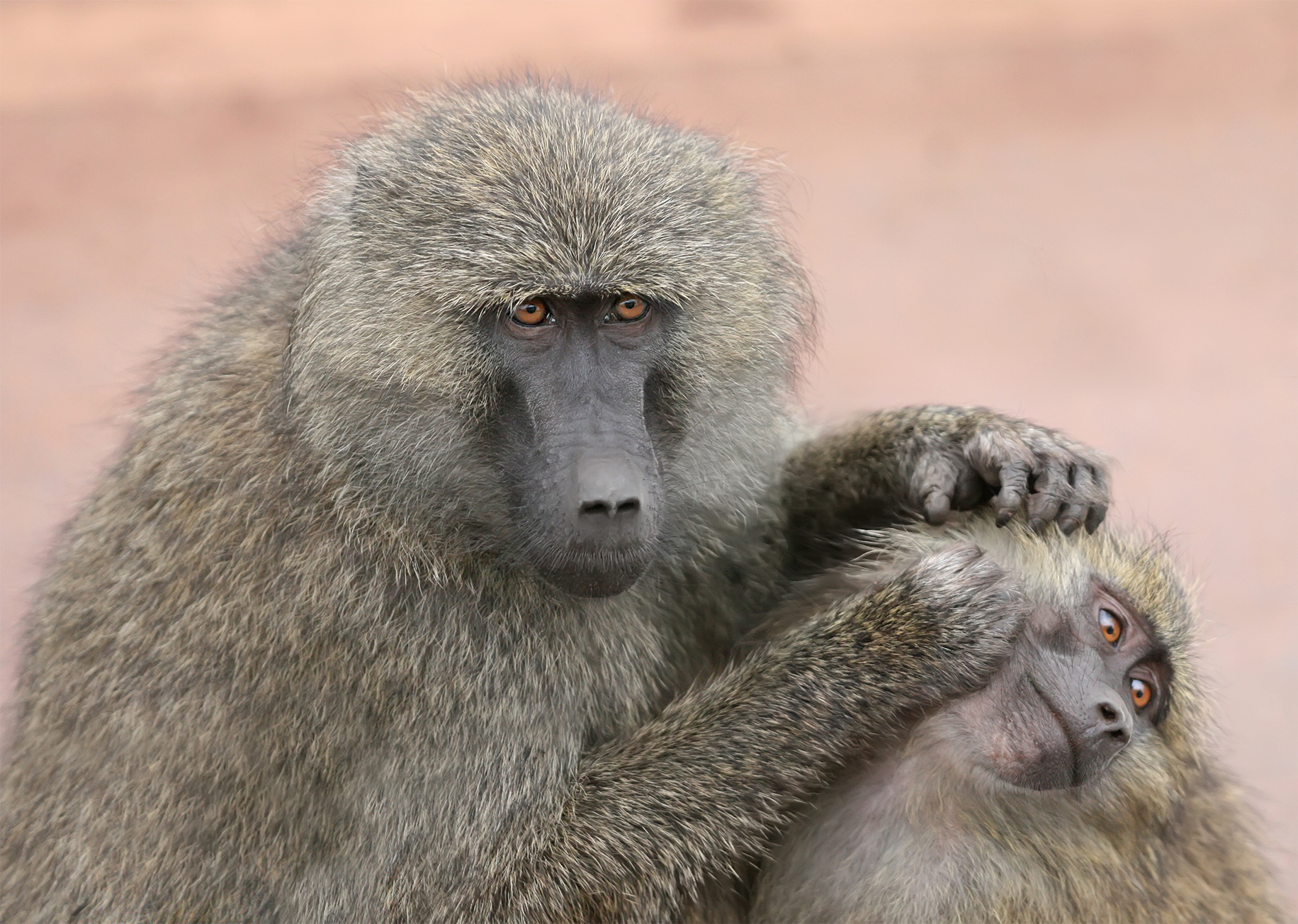
Fiatal páviánt kurkászó felnőtt

Mivel a hordákban több hím is van, komoly harcokat kell vívniuk riválisaikkal, hogy a fogékony nőstényekkel párosodhassanak. A fiatal, erős és nagy hímek alapvetően jobb eséllyel tudják távol tartani a többit a kiszemelt nőstényektől, de a hierarchiában elfoglalt sorrendet felboríthatja, hogy a gyengébb hímek szövetkezhetnek egymással az erősebbek legyőzésére. Ilyen szövetségek főleg idősebb, egymást régóta ismerő hímek között köttetnek. A párzási esélyeket a nőstényekkel kötött „barátság” is növeli: ilyenkor a hímek kurkásszák a nőstényeket, megosztják velük az ételüket és kötődnek hozzájuk és utódaikhoz, konfliktushelyzetben pedig megvédik őket. Az efféle barátságok a párzási időszakon kívül is fennmaradnak.
Az Anubisz-páviánok nőstényei több hímmel párosodnak egy 15-20 napos időszakon belül, aminek talán az utódgyilkosságok megelőzésében van szerepe azáltal, hogy bizonytalanná teszik az apaállat kilétét. A párosodást a nőstény kezdeményezi azzal, hogy hátsóját a hím felé fordítja, aki gyorsan lebonyolítja a kopulációt. A nőstények tüzelési ciklusa 31-35 napig tart, és kb. három napig látható menstruációs folyással jár. A peteérés idején a gát környékén feldagad a bőr, emellett a nőstények kémiai úton is jelzik fogékonyságukat (nyílt láncú savakat termelnek). Egy cikluson belül a nőstények 15-20 napon át fogékonyak.
A vemhesség 180 napig tart, végül egyetlen, kb. egy kilogrammos tömegű, fekete szőrű utód jön a világra. A kis pávián eleinte anyjára csimpaszkodva éli életét, és csak hónapok múlva kezd el saját lábán is járni, illetve szilárd táplálékot fogyasztani. A kölyköket mindenekelőtt az anya gondozza kortól, tapasztalattól és szociális rangtól függő szigorúsággal és törődéssel. Közös utódgondozásról nem tudunk, bár fiatal, rendszerint az anyával rokonságban álló nőstények gyakran segítenek a kicsinyek gondozásában. A fekete bundájú újszülöttek egyébként rendkívüli figyelmet élveznek az egész hordától, és az alacsonyabb rangú nőstényektől olykor el is rabolják őket magasabb rangú társaik. A hímek közül elsősorban az anyaállattal „baráti” viszonyt fenntartó példány, a kölyök valószínű apja olykor szintén gondoskodik az utódról: ételt ad neki és kurkássza. Igaz, cserében afféle szociális pajzsként sokszor magával viszi a más hímekkel kirobbanó konfliktusos helyzetekbe.
Az elválasztásra rendszerint 420 napos kor körül kerül sor. Mivel a szoptatás és az utódgondozás megerőltető, az ellések között 12-34 hónapnyi szünet jelentkezik. Az utódok növekedése és fejlődése a táplálékellátottságtól függ: a mezőgazdasági területeket is megdézsmáló gyorsabban elérik kifejlett testméretüket, mint a csupán természetes forrásokra hagyatkozó egyedek, ahol ez a nőstények esetében 7-8, a hímeknél 7-10 éves korukban következik be. A nőstények 5-6 évesen, a hímek 6,5 évesen válnak ivaréretté; utóbbiak ekkor izmosodni kezdenek, testsúlyuk megnő, sörényük kezd kifejlődni és tépőfogaik is ekkor válnak félelmetes fegyverekké. E változások bekövetkeztekor hagyják el anyjuk hordáját. Az Anubisz-páviánok fogságban átlagosan 25 évig élnek.

## Természetvédelmi helyzete
Az Anubisz-páviánt kiváló alkalmazkodó képességüknek köszönhetően nem fenyegeti veszély, sőt állományuk folyamatosan növekszik a rendszeres és széles körű csapdázások, mérgezések és vadászatok ellenére. Természetes ellenségei elsősorban az oroszlánok, leopárdok és csimpánzok, akik elsősorban a kölykökre és a fiatal egyedekre vadásznak, a páviánok azonban képesek szembeszállni a támadókkal, és elüldözni őket. Az Anubisz-páviánt afrikai konvenció kártevőként tartja számon. Szerepel a Washingtoni egyezmény (CITES) II. függelékében.